# ちはら台南
ちはら台南（ちはらだいみなみ）は、千葉県市原市のちはら台地区にある町丁。ちはら台ニュータウンを構成する町丁の一つである。現行行政地名は、ちはら台南一丁目からちはら台南六丁目。郵便番号は290-0142。

## 概要
ちはら台ニュータウンの一部として開発された。全域に住居表示が施行済である。かつて市原市役所ちはら台支所が置かれる前までは市原地区の一部であった。また、事業開始されてから換地処分による地番変更及び新住居表示施行前までの地名は、大字草刈又は番場で住居表示は「千原台」であった。近年、商業施設の建設が盛んであり、もりまちちはら台モールやスーパービバホームちはら台店などが立地している。

## 地理
東はちはら台東、南は番場・潤井戸・押沼・草刈、西から北はちはら台西と接する。

## 地価
2016年の公示地価によれば、ちはら台南1丁目3番地3の地点で61,700（円/m2）となっている。

## 歴史

### 地名の由来
なお、旧大字は草刈又は番場である。

### 世帯数と人口
2022年4月1日現在の世帯数と人口は以下の通りである。
| 町丁字           | 世帯数    | 人口    | 面積     |
| ---------------- | --------- | ------- | -------- |
| ちはら台南一丁目 | 280世帯   | 747人   | 13.73ha  |
| ちはら台南二丁目 | 398世帯   | 916人   | 27.12ha  |
| ちはら台南三丁目 | 284世帯   | 671人   | 21.77ha  |
| ちはら台南四丁目 | 319世帯   | 951人   | 10.30ha  |
| ちはら台南五丁目 | 822世帯   | 1,929人 | 23.68ha  |
| ちはら台南六丁目 | 968世帯   | 2,158人 | 27.43ha  |
| 計               | 3,071世帯 | 7,372人 | 124.03ha |

## 通学区域
市立小学校・市立中学校及び県立高等学校に通う場合、学区は以下の通りとなる。
| 丁目             | 番地 | 小学校               | 中学校                   | 県立高校 |
| ---------------- | ---- | -------------------- | ------------------------ | -------- |
| ちはら台南一丁目 | 全域 | 市原市立牧園小学校   | 市原市立ちはら台西中学校 | 第9学区  |
| ちはら台南二丁目 | 全域 | 市原市立牧園小学校   | 市原市立ちはら台西中学校 | 第9学区  |
| ちはら台南三丁目 | 全域 | 市原市立清水谷小学校 | 市原市立ちはら台南中学校 | 第9学区  |
| ちはら台南四丁目 | 全域 | 市原市立清水谷小学校 | 市原市立ちはら台南中学校 | 第9学区  |
| ちはら台南五丁目 | 全域 | 市原市立清水谷小学校 | 市原市立ちはら台南中学校 | 第9学区  |
| ちはら台南六丁目 | 全域 | 市原市立清水谷小学校 | 市原市立ちはら台南中学校 | 第9学区  |

## 施設

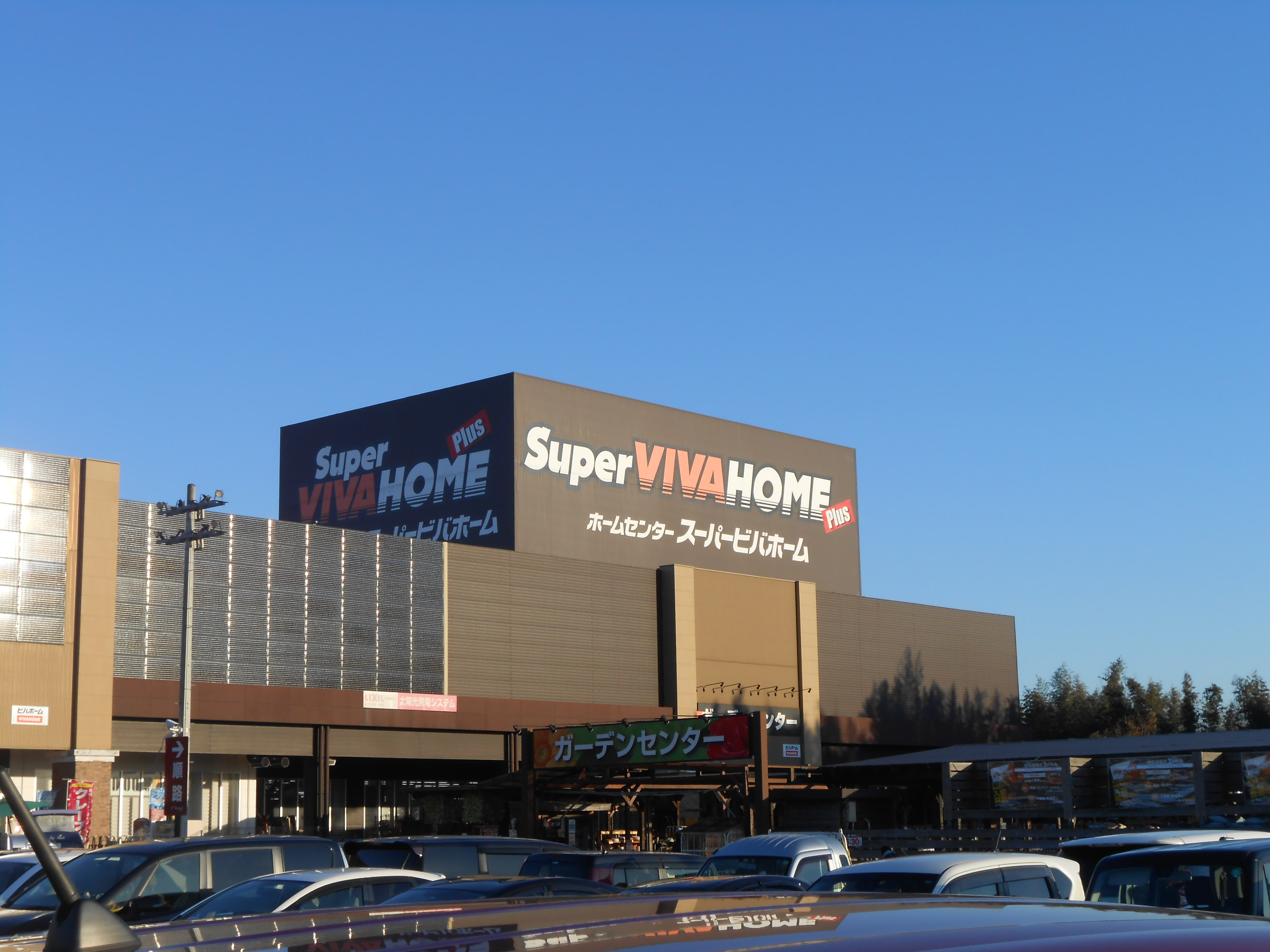
スーパービバホームちはら台店（3丁目）。

- 市原市役所ちはら台支所
- 市原市立ちはら台コミュニティーセンター
- 市原市立牧園小学校
- 市原市立清水谷小学校
- 市原市立ちはら台南中学校
- 千原台まきぞの幼稚園
- もりまちちはら台モール
- スーパービバホームちはら台店

## 交通

### 鉄道
1. 京成電鉄千原線 - ちはら台駅
2. JR東日本
  - 内房線 - 浜野駅・八幡宿駅
  - 外房線 - 鎌取駅・誉田駅

### バス
小湊鉄道バス塩田営業所の一部路線が、ちはら台南を廻り鉄道路線など各方面へ結んでいる。特にちはら台駅（所在はちはら台西）はこの当町丁からの最寄り駅としては距離が近い。
- 小湊鉄道
  - 五04系統（五井駅発着路線）
  - 五33系統（ちはら台駅発着路線）
  - 鎌01系統（鎌取駅発着路線）
  - 千32系統（急行バス）

### 道路
1. 国道
  - なし
2. 県道
  - なし
3. 主要市道
  - 公園通り
  - 学園通り
  - コミュニティー通り
4. 大規模遊歩道
  - かずさの道